# Estación Rucapequén
Rucapequén es una estación ubicada en la localidad de Rucapequén, en la comuna chilena de Chillán Viejo. 

## Historia

### SigloXIX
Fue construida junto con el Ferrocarril Talcahuano-Chillán y Angol, e inaugurada en 1873. Luego pasó a formar parte de la Red Sur de Ferrocarriles del Estado. 

### SigloXX
El 28 de febrero de 1923 se ordena la construcción del cercado de la estación.
Es cabecera del ramal Rucapequén-Concepción. Se encuentra una Oficina de Tráfico de EFE, encargada de otorgar las movilizaciones de los servicios de largo recorrido, pero no hay detenciones normales de servicios de pasajeros. En 1971 el edificio de la estación sufrió un incendio que la destruyó completamente.

### SigloXXI
Durante 2006 y 2007 se realizaron estudios y trabajos para utilizar la vía hasta Nueva Aldea, quedando apto el ramal para enviar insumos a la Planta de Celulosa Nueva Aldea. En la actualidad en el lugar existe solamente un vagón de tren que fue reacondicionado como dormitorio y oficina para el jefe de estación que controla el tráfico de carga en el sector.
El 13 de octubre de 2019 se inauguró en el recinto de la estación la residencia anual del Centro Cultural Itinerante Trenzando, cuya programación, elaborada junto a la comunidad, incluyó mapeos colectivos sobre memoria e identidad local, talleres de artesanía de Quinchamalí, composición de cuecas y gestión de proyectos, además de ciclos de cine, una feria de productos regionales y un carnaval nocturno dedicado a los mitos y antepasados de la zona; las actividades se desarrollaron diariamente entre el 14 de octubre y el 9 de noviembre, fecha en que la residencia concluyó con un evento de cierre.